# رالف جونز
رالف جونز (بالإنجليزية: Ralph Jones)‏ هو مدرب كرة سلة أمريكي، ولد في 22 سبتمبر 1880 في مقاطعة ماريون في الولايات المتحدة، وتوفي في 26 يوليو 1951.

## وصلات خارجية
- رالف جونز على موقع كلية كرة السلة في سبورتس رفرنس.كوم (الإنجليزية)